# Club Deportivo Águila
Club Deportivo Águila ist ein Fußballverein aus El Salvador. Die Mannschaft ist in San Miguel beheimatet.
Der Verein gehört mit 21 Finalteilnahmen in der Meisterschaft und dabei 14 gewonnenen Meistertiteln zu den erfolgreichsten Mannschaften des Landes. Der größte internationale Erfolg gelang 1976, als man SV Robin Hood aus Suriname im Finale des CONCACAF Champions Cup mit 6:1 und 2:1 besiegte.

## Rivalitäten
Mit 16 Meistertiteln ist der Club Deportivo Águila der in dieser Hinsicht zweiterfolgreichste Fußballverein des Landes. Die Spiele gegen den mit 18 Meistertiteln (Stand: Saisonende 2020/21) noch erfolgreicheren Club Deportivo FAS gelten folglich als die wichtigste Begegnung im salvadorianischen Fußball und werden als Superclásico del fútbol salvadoreño bezeichnet. Nicht minder bedeutsam ist das – wegen der häufiger unterschiedlichen Ligazugehörigkeit allerdings nicht regelmäßig ausgetragene – Stadtderby gegen den Club Deportivo Dragón, das gemäß ihrer gemeinsamen Herkunft als Derby de San Miguel bzw. als Derbi Migueleño bezeichnet wird.

## Erfolge
- Meisterschaft El Salvador
  - Meister: 1959, 1960, 1963, 1964, 1967, 1972, 1975, 1976, 1983, 1987, 1999 (Apertura), 2000 (Apertura), 2001 (Clausura). 2006 (Clausura)
  - Vize-Meister: 1962, 1967, 1980, 1984, 1987, 1991, 2003 (Apertura)

- Pokal El Salvador
  - Sieger: 2000

- CONCACAF Champions Cup
  - Sieger: 1976

## Trainerhistorie
- 2001: Saúl Rivero
- Vladan Vicevic
- seit Januar 2017: Jorge Casanova[3]